# Hemieuxoa parasenescens
Hemieuxoa parasenescens là một loài bướm đêm trong họ Noctuidae.